# Calle Xipreret

Calle Xipreret

La calle del Xipreret es una de las calles más emblemáticas de Hospitalet de Llobregat. A lo largo de poco más de 100 metros presenta la historia arquitectónica de la ciudad. Hay hasta 27 elementos protegidos en la calle por el Plan Especial de Protección de Patrimonio Arquitectónico.

El origen de la calle se sitúa en la época romana donde hacía de separación entre propiedades agrícolas. En este lugar se forma el núcleo del Hospitalet. La presencia de la Torre Blanca (La Armonía), de la que se tiene documentación del siglo XI, hizo que en estas tierras se fundara el pequeño hospital de camino que daría nombre a la ciudad. A partir del siglo XVI vive un momento de expansión, en aquella época las familias más importantes construyen grandes casales a lo largo y junto a la calle.
Caracterizan la calle varios "corralones", pequeños culos de saco abiertos a la calle principal, que ofrecen un espacio que contenía un patio comunitario dónde se situaban los pozos y lavaderos para lavar la ropa.

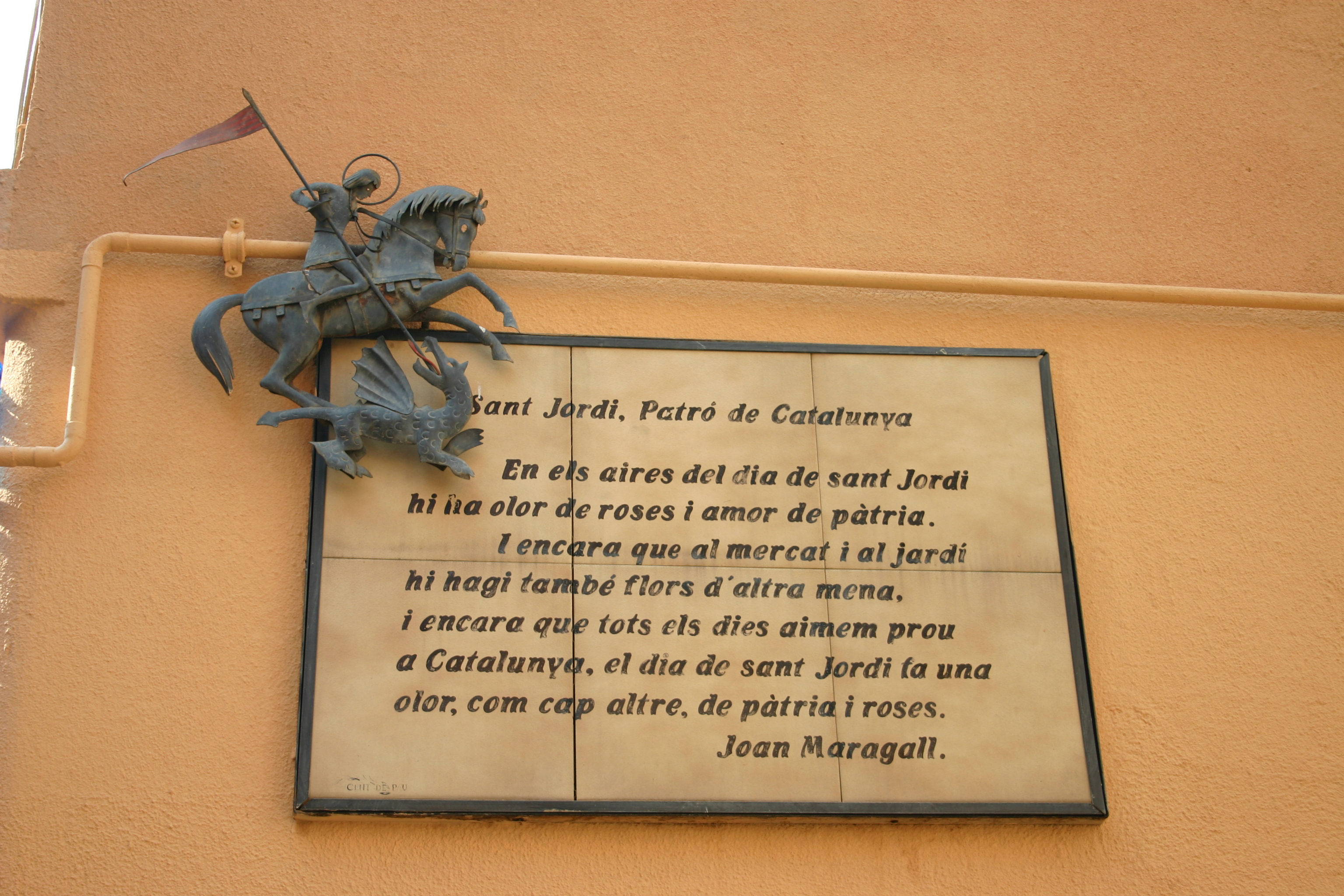
Sant Jordi.

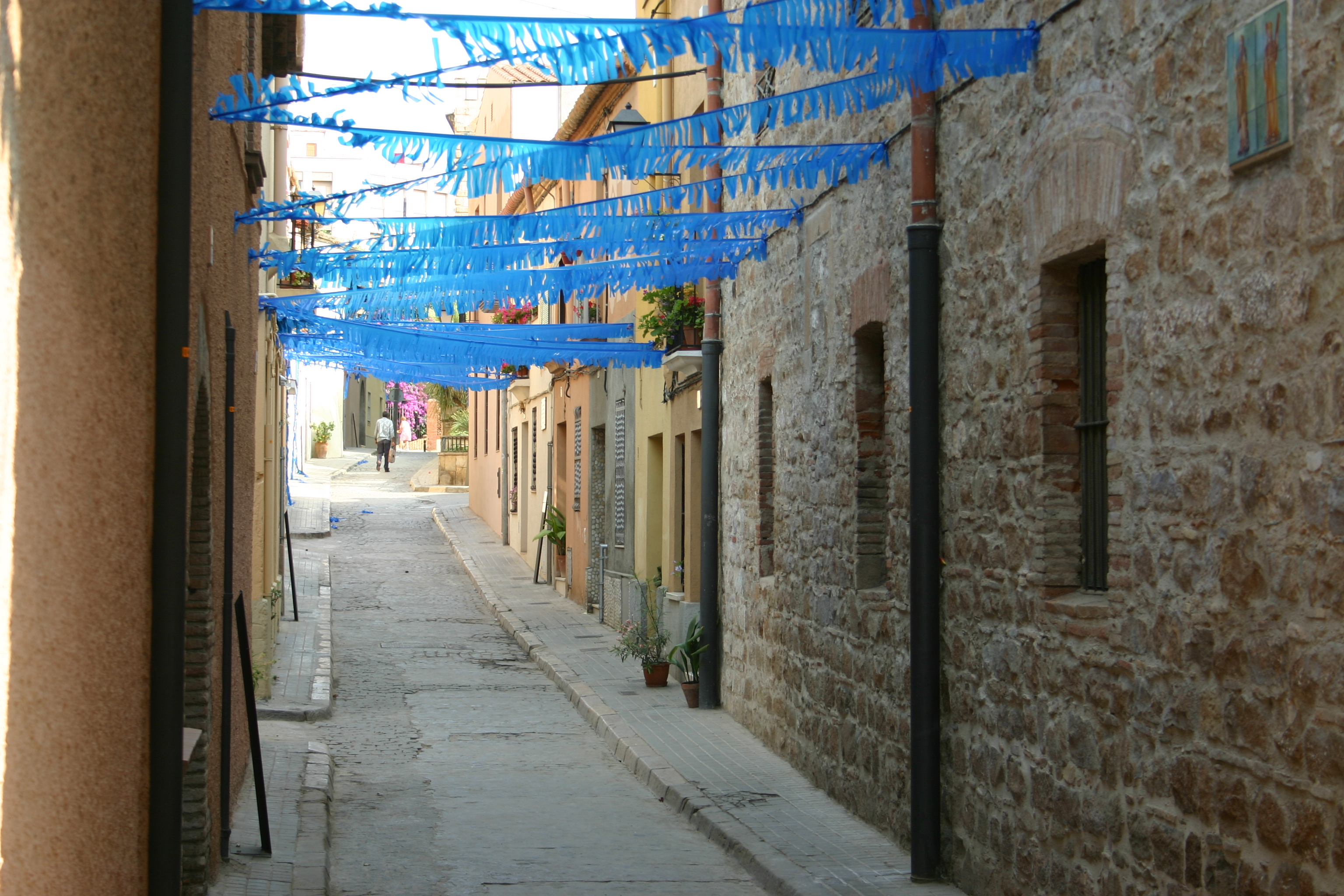

## La Atalaya
Torre de defensa, 1587
Torre cuadrada compuesta de planta baja y cuatro pisos. Construida el año 1587 como parte del manso Burguera o Modolell de la Torre. Fue trasladada de su primitivo emplazamiento, en la calle Atalaya el año 1972. Su objetivo era vigilar y proteger de los ataques de piratas y corsarios.

## Ca n'Oliver
Edificio de dos cuerpos, siglo XIX
Edificio compuesto por dos cuerpos adosados, el más próximo Barcelona ha sido mutilado, rehaciéndose la fachada con elementos de épocas anteriores (siglo XV-XVI), provenientes de otro edificio. El otro posee un portal dovelado hecho de ladrillos y la cubierta derrama agua sobre los laterales.

## Casas 87-95
Casas medianeras, siglo XVII-XIX
Conjunto de casas que ha conservado perfectamente su aspecto rural. Son casas unifamiliares, de planta baja y piso, levantadas sobre una parcela absolutamente regular que dispone detrás de un patio o salida. Todas presentan tejados de dos vertientes.

## Casas 47-57
Casas medianeras, siglo XIX-XX
Estas casas ocupan el espacio entre dos "corralones" de la calle Xipreret. Su pervivencia hace que se mantenga la imagen de lo que fue el proceso de urbanización de la calle. Las fachadas corresponden al siglo XIX o principios del XX.

## Casas 41-45
Casas medianeras, siglo XVIII-XIX

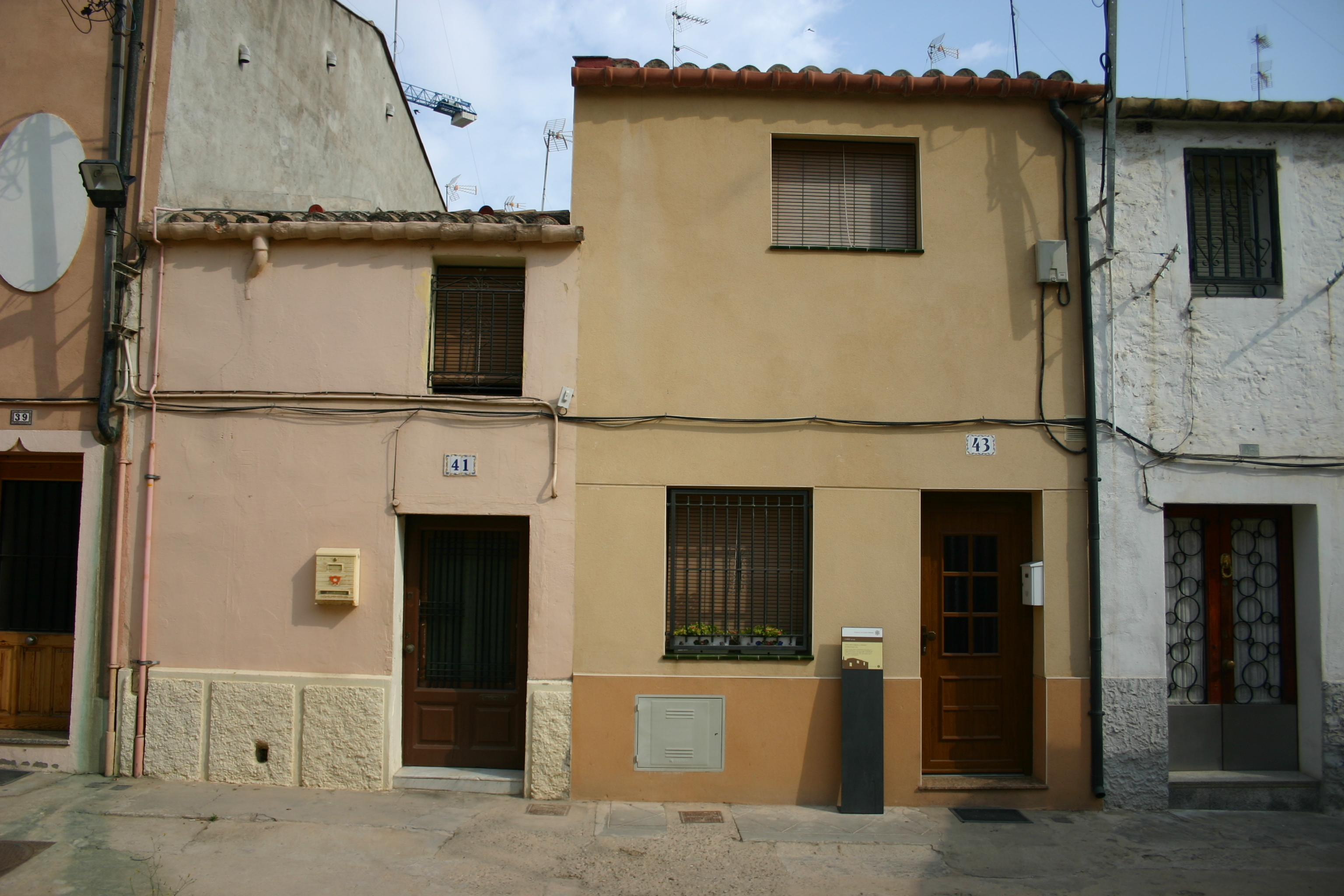
41-45.

Conjunto de tres edificios independientes, pero de unas mismas características. Responden al tipo de vivienda que se edificó en los "corralones" en el siglo XVIII e inicios del XIX. Son casitas de planta baja y piso, con tejado a dos vertientes y un patio posterior.

## Casa de los ventanales góticos
Masía, siglo XV-XVI

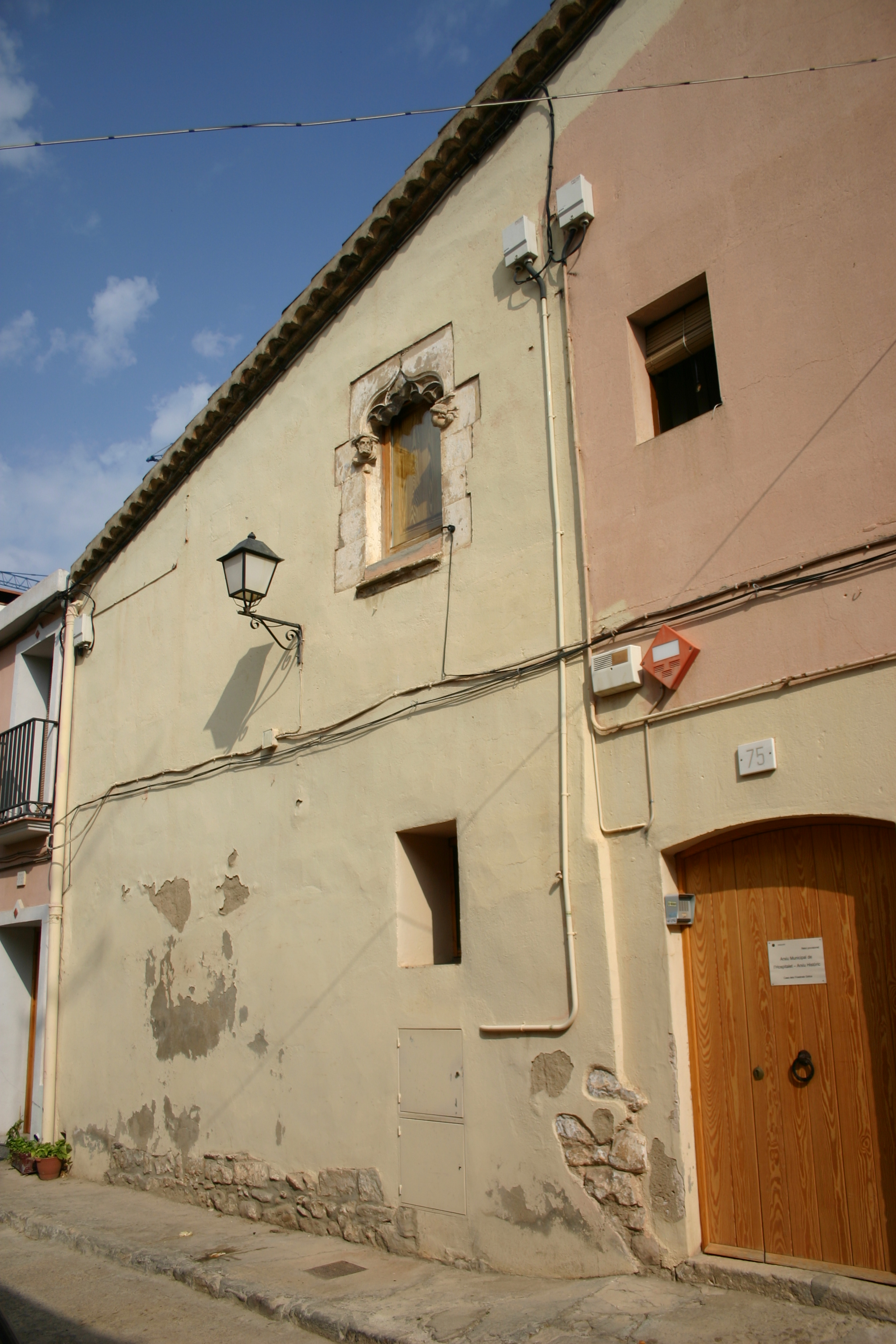
Fachada gótica

Es una masía que conserva dos ventanales góticos flamígeros, del siglo XV o inicios del XVI. Se encuentra parcialmente sustituida por un edificio moderno. Es un casal de paredes de barro con basamento de piedra. Es el edificio más antiguo del barrio.

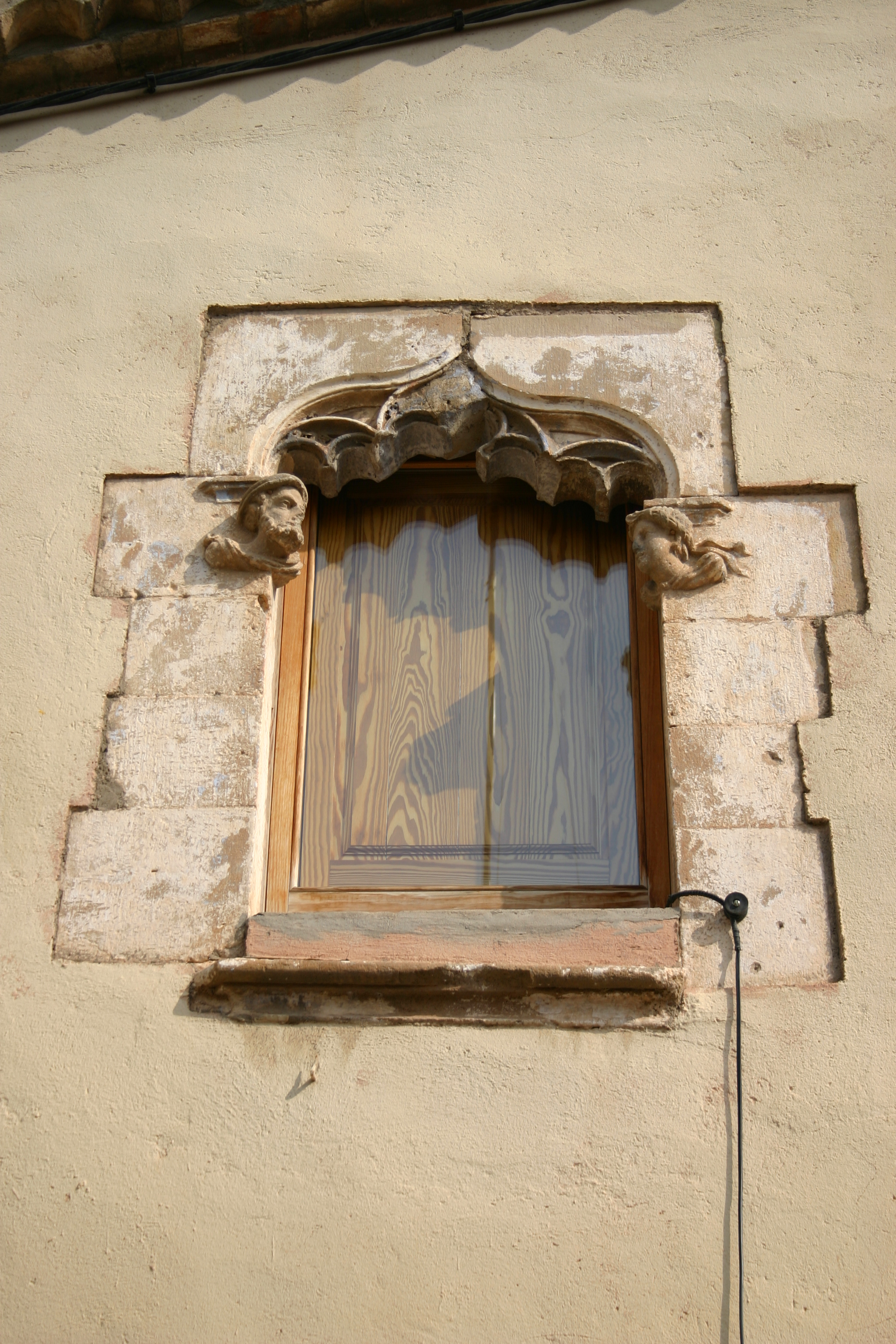

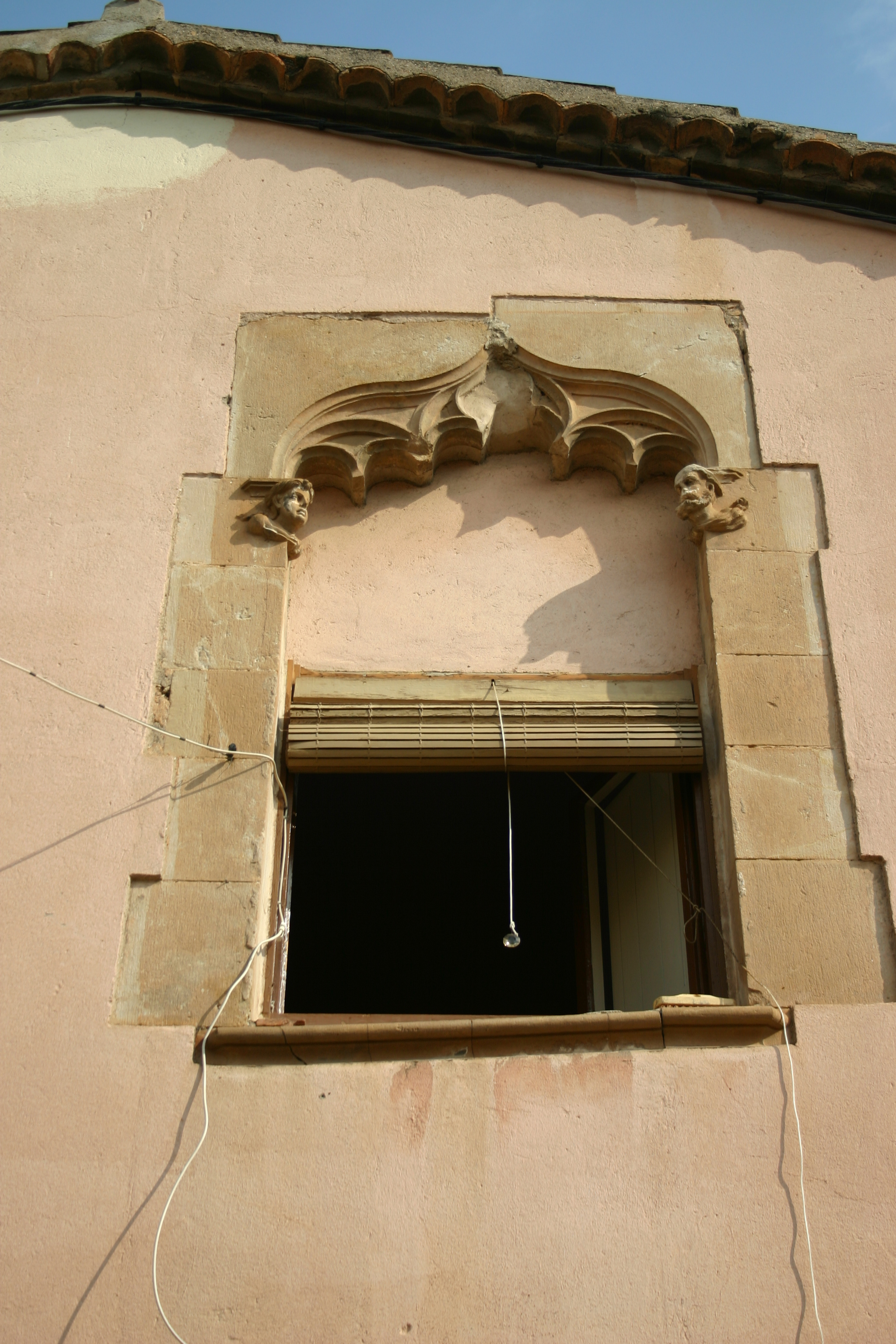

## Casa España
Casa solariega, 1563
Residencia señorial, construida en 1563. En 1753 se reformó. La puerta es dovelada. En el primer piso se abren tres balcones, de dinteles de piedra decorados con los escudos de la media luna de los Llunell y la rueda de molino de los Molines. En la planta alta hay seis ventanas al lado de un matacán central.
En la actualidad es la sede del Museo de Historia del Hospitalet.

## Ca la Vidala
Casa de Pere Mestres, 1769
En el arco de piedra de la puerta se puede leer: "Pera Mestras i Batllori. Pajes. 1769". Éste edificó lo que era, sin duda, una masía importante. La apariencia actual se encuentra alterada por las reformas que sufrió el inmueble al principio del siglo XX.

## Can Sumarro
Masía, 1580

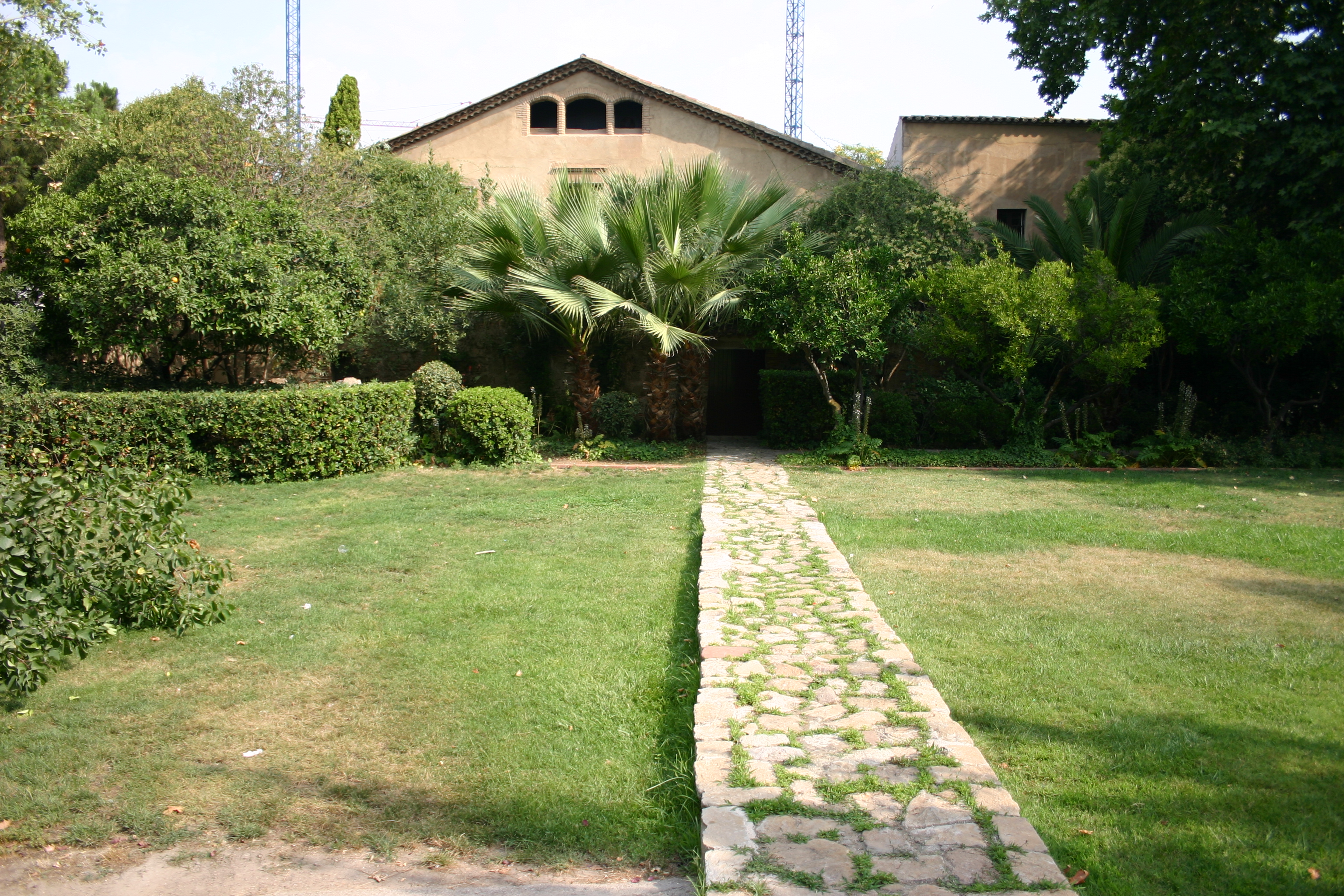
Can Sumarro.

Masía construida por Montserrat Cerdanya el año 1580. Tiene planta baja, piso y buhardillas con cubierta en dos aguas. La puerta principal es de medio punto adovelada con la inscripción del propietario. En la parte posterior se ha conservado, asimismo, el pajar de la masía.
En la actualidad se utiliza como biblioteca.

## Can Riera
Espacio de memoria de L'Hospitalet
Can Riera, una masía del siglo XVII rehabilitada por el Ayuntamiento y situada en el núcleo histórico -en la calle de la Riera de l'Escorxador esquina con la calle del Xipreret-, es el equipamiento especializado en la memoria democrática de la ciudad y la contribución hospitalense a la Red de Espacios Archivado el 4 de septiembre de 2011 en Wayback Machine. de memoria de la Generalidad de Cataluña. Dispone de una exposición permanente sobre la historia política del siglo XX de L'Hospitalet, un centro de documentación y recursos, así como un aula y salas polivalentes para la realización de actividades didácticas o de difusión general. 
Can Riera, La Harmonía y Casa España configuran el eje patrimonial histórico del Museo de L'Hospitalet

## La Harmonía
La Harmonía, declarada Bien Cultural de Interés Nacional (1975), está incluida en el Plan Especial de Protección del Patrimonio Arquitectónico (PEPPA). Es una casa señorial renacentista del siglo XVI que había sido la sede de diferentes entidades de la ciudad. Su nombre actual lo debe a una sociedad, el Casal de la Harmonía, que tuvo su sede entre los años 1866 y 1926. 
El edificio fue construido el año 1595 y formaba parte de la finca llamada Torre Blanca, origen de la actual ciudad y en la que había "el hospital" que le dio el nombre.
Actualmente el edificio es la sede permanente de la colección municipal de arte de la ciudad, que forma parte del fondo del Museo de Historia de L'Hospitalet. 